# Hôtel de ville de Saint-Pierre
L'hôtel de ville de Saint-Pierre est un bâtiment public de l'île de La Réunion, département d'outre-mer français dans le sud-ouest de l'océan Indien. Ancien entrepôt de la Compagnie des Indes, il sert depuis 1825 d'hôtel de ville à la commune de Saint-Pierre. Situé place de l'Hôtel de ville, il est classé Monument historique depuis le 13 décembre 1982,.

## Histoire

### L'entrepôt colonial

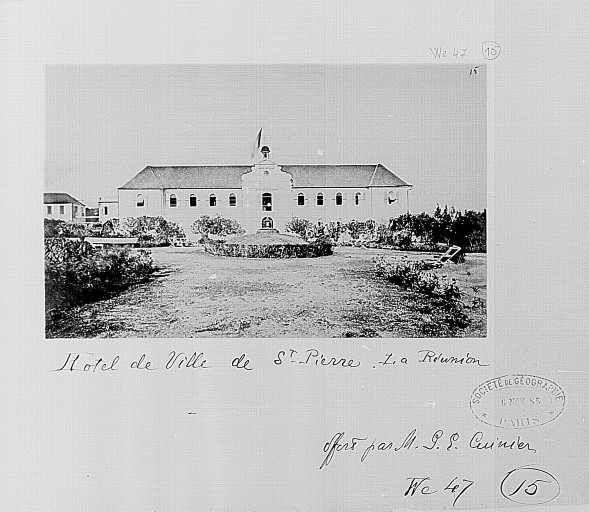
L'hôtel de ville de Saint-Pierre à l'époque de Pierre Étienne Cuinier.

Un premier bâtiment en bois est construit entre 1751 et 1764 (ou 1773 selon la plaque commémorative) pour servir d'entrepôt à la Compagnie des Indes.
La Réunion est alors une colonie du nom de Bourbon, et le bâtiment est situé en bordure d'un vaste terrain à peu de distance de la rivière d'Abord, là où ont lieu les opérations de manutention des marchandises entre la côte et les vaisseaux demeurant au large.

### Hôtel de ville de Saint-Pierre depuis 1825

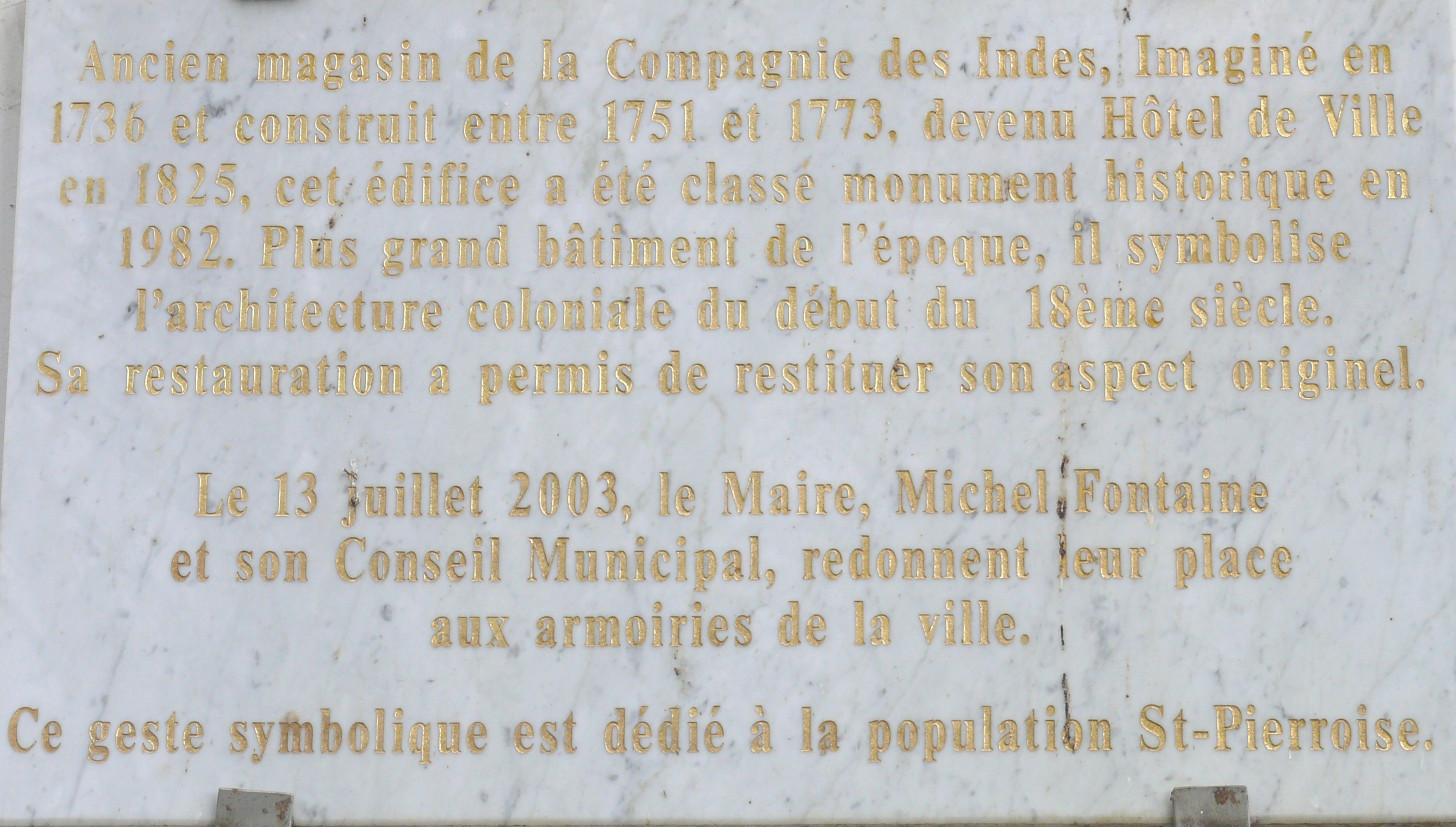
Plaque commémorative sur l'hôtel de ville.

Le gouverneur Louis Henri De Saulses de Freycinet autorise en 1825 les services municipaux de Saint-Pierre à s'installer dans l'ancien magasin du Roi.
Le roi décide de céder le magasin du Roi à la commune de Saint-Pierre en 1828.
L'édifice est reconstruit afin d'exprimer les nouvelles fonctions du bâtiment : murs en moellons et en briques, corps central affirmé par l’adjonction d’un fronton d’ordre toscan, encadré de volutes chantournées ; au dessus est édifié un campanile.
En août 1912, lors des élections au Conseil général, l'Hôtel de ville est envahi et saccagé puis le Conseil municipal sera dissout par le gouverneur Garbit.

## Plan et style

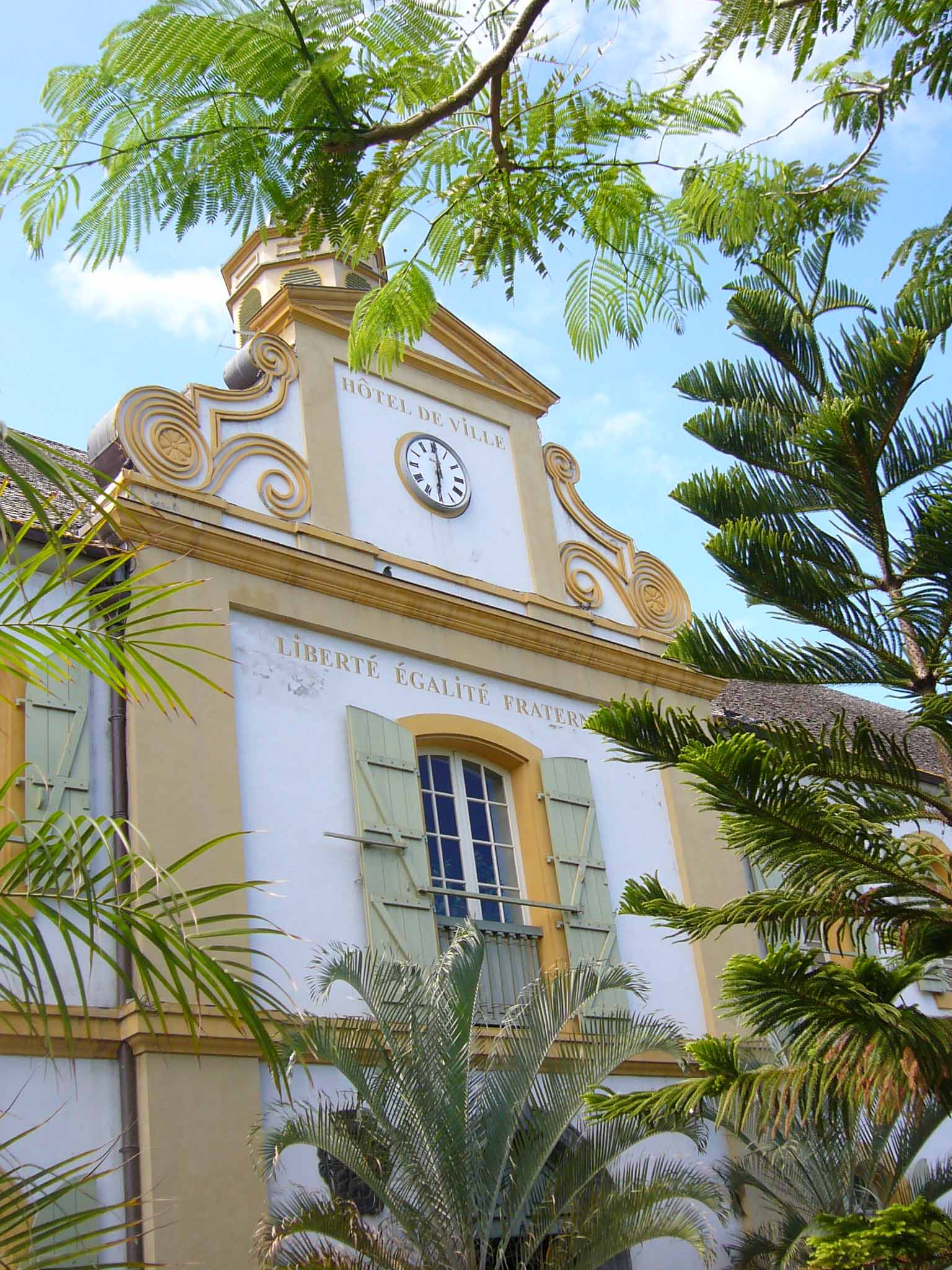
Frontispice de l'hôtel de ville de Saint-Pierre.

D'une longueur d'environ quarante mètres, l'édifice est construit en moellons à la taille régulière et qui sont ensuite recouverts d'un enduit à la chaux. La partie centrale se termine par des ailes formant un léger ressaut, ce qui constitue un détail caractéristique de l'architecture française au XVIIIe siècle. La toiture à quatre pans est recouverte de bardeaux en tamarin des Hauts .
D'après Bernard Leveneur, cette toiture, le plan massé, la volumétrie, les élévations inscrivent le bâtiment dans la continuité stylistique des premiers édifices publics bourbonnais de l'époque : « sa conception privilégie l'utilité et la fonction, négligeant tout décor architectural considéré comme superflu ».